# روجر ووكر (مهندس معماري)
روجر ووكر (بالإنجليزية: Roger Walker)‏ هو مهندس معماري نيوزيلندي، ولد في 1942 في هاميلتون في نيوزيلندا.